# Tipulamima auronitens
Tipulamima auronitens is een vlinder uit de familie wespvlinders (Sesiidae), onderfamilie Sesiinae.
Tipulamima auronitens is voor het eerst wetenschappelijk beschreven door Le Cerf in 1913. De soort komt voor in het Afrotropisch gebied.